# GNU Gnubik
GNU Gnubik (auch GNUbik genannt) ist ein Puzzlespiel, genauer gesagt eine Softwareimplementation des Zauberwürfels (Rubik’s Cube). Es ist plattformunabhängig und ist in allen Hauptvarianten von Debian, openSUSE, Guix System, Red Hat und Ubuntu enthalten.

## Merkmale
Es gibt die Möglichkeit Farben individuell zu gestalten, verschiedene Muster einzustellen und Bilder als Kacheln einzufügen. Es gibt ein Skript zum teilweise automatischen Lösen des Puzzles, Spieler haben die Möglichkeit zum Zurückspulen (und zwar bis zum Beginn des Puzzles oder einem gesetzten Marker) und das Programm beherrscht verschiedene Ansichten auf den Würfel – z. B. können die Vorder- und Rückseite gleichzeitig angezeigt werden.